# Clyde (motorfiets)
Clyde is een historisch Brits merk van motorfietsen, tricycles en auto's.
De bedrijfsnaam was: G.H. Wait, later Wait & Co. en Clyde Motor Co., Shenton Street, Leicester.
George Wait was de pionier op motorvoertuigengebied in Groot-Brittannië. Hij bouwde driewielers, lichte automobielen en goede motorfietsen van 2¾- tot 8 pk. Behalve eigen motoren werden ook inbouwmotoren gebruikt. Al in 1903 waren er watergekoelde Clyde-motorfietsen.
Toen de eerste motorfiets in 1900 verscheen, moet deze een door Wait zelf ontwikkelde motor hebben gehad, waarschijnlijk een eencilinder kop/zijklepmotor met een snuffelklep. Deze motor stond rechtop in een loop frame. In 1904 waren er twee motoren met magneetontsteking leverbaar, maar Wait leverde ook al een forecar met een watergekoelde motor. In 1906 verscheen een model met een V-twin-motor en een geveerde voorvork en toen verscheen er ook een 6pk-auto. Vanaf 1910 werden motorfietsen met inbouwmotoren van White & Poppe en JAP geleverd. Vanaf 1911 tot aan het uitbreken van de Eerste Wereldoorlog werden uitsluitend JAP-motoren ingebouwd. Toen moest de productie onderbroken worden. Een klein aantal merken kreeg opdrachten voor oorlogsproductie, maar de meesten - waaronder Clyde - mochten geen motorfietsen meer produceren vanwege de materiaalschaarste. In 1919 werd de productie weer opgestart met twee modellen: een eencilinder en een V-twin, beiden met vier versnellingen en kettingaandrijving. In de jaren hierna werd er niet veel meer aan de motorfietsen ontwikkeld. In 1924 werd het aantal versnellingen teruggebracht naar drie, waarschijnlijk omdat de vermogens toch gegroeid waren. In 1926 werd de productie van motorfietsen helemaal beëindigd, maar de auto's werden nog tot 1930 gemaakt.